# تاكاهيرو كاوامورا
تاكاهيرو كاوامورا (باليابانية: 河村 崇大) (4 أكتوبر 1979 في شيمادا في اليابان – )؛ هو لاعب كرة قدم ياباني سابق كان يلعب كلاعب وسط.

## وصلات خارجية
- تاكاهيرو كاوامورا على موقع رابطة كرة القدم اليابانية للمحترفين (اليابانية)
- تاكاهيرو كاوامورا على موقع قاعدة بيانات كرة القدم.إي يو (الإنجليزية)
- تاكاهيرو كاوامورا على موقع Soccerway.com (الإنجليزية)
- تاكاهيرو كاوامورا على موقع عالم كرة القدم.نت (الإنجليزية)